# Leptobrachium hainanense
Leptobrachium hainanense är en groddjursart som beskrevs av Ye, Fei in Ye, Fei och Hu 1993. Leptobrachium hainanense ingår i släktet Leptobrachium och familjen Megophryidae. IUCN kategoriserar arten globalt som sårbar. Inga underarter finns listade i Catalogue of Life.